# غريغوري هاينز
غريغوري أوليفر هاينز (بالإنجليزية: Gregory Oliver Hines) (14 فبراير 1946 – 9 أغسطس 2003)، راقص وممثل ومصمم رقصات ومغني أمريكي، يُعد أحد أبرز راقصي التاب في التاريخ. اشتهر كممثل في عدد من الأفلام البارزة منها وولفن (1981)، ونادي القطن (1984)، وليالٍ بيضاء (1985)، والهروب المحموم (1986)، كما عُرف من خلال بطولته في المسلسل الكوميدي عرض غريغوري هاينز (1997–1998)، وتجسيده لشخصية "بن" في مسلسل ويل وغريس (1999–2000)، بالإضافة إلى صوته في شخصية "بيغ بيل" في مسلسل الأطفال المتحرك ليتل بيل بين عامي 1999 و2004.
شارك هاينز في أكثر من 40 فيلمًا وقدم عروضًا عديدة على مسارح برودواي. حصل خلال مسيرته على العديد من الجوائز والتكريمات، من بينها جائزة إيمي النهارية، وجائزة دراما ديسك، وجائزة توني، إلى جانب ترشيحات لجائزة نقابة ممثلي الشاشة وأربع ترشيحات لجائزة إيمي برايم تايم.
1. ↑  Encyclopædia Britannica | Gregory Hines (بالإنجليزية), QID:Q5375741
2. 1 2  Discogs | Gregory Hines (بالإنجليزية), QID:Q504063
3. ↑  Internet Movie Database (بالإنجليزية), QID:Q37312
4. ↑  BlackPast.org (بالإنجليزية), QID:Q30049687
5. ↑   https://www.cbsnews.com/news/the-man-who-saved-tap-dancing/. {{استشهاد ويب}}: |url= بحاجة لعنوان (مساعدة) والوسيط |title= غير موجود أو فارغ (من ويكي بيانات) (مساعدة)
6. ↑  Internet Movie Database (بالإنجليزية), QID:Q37312
7. ↑   http://www.theatreworldawards.org/past-recipients.html. {{استشهاد ويب}}: |url= بحاجة لعنوان (مساعدة) والوسيط |title= غير موجود أو فارغ (من ويكي بيانات) (مساعدة)
8. ↑  MusicBrainz (بالإنجليزية), MetaBrainz Foundation, QID:Q14005
9. ↑  "Gregory Hines, obituary". The Daily Telegraph. London. 12 أغسطس 2003. مؤرشف من الأصل في 2013-06-03. اطلع عليه بتاريخ 2019-05-29.